# لیمو (اپونیم آشوری)

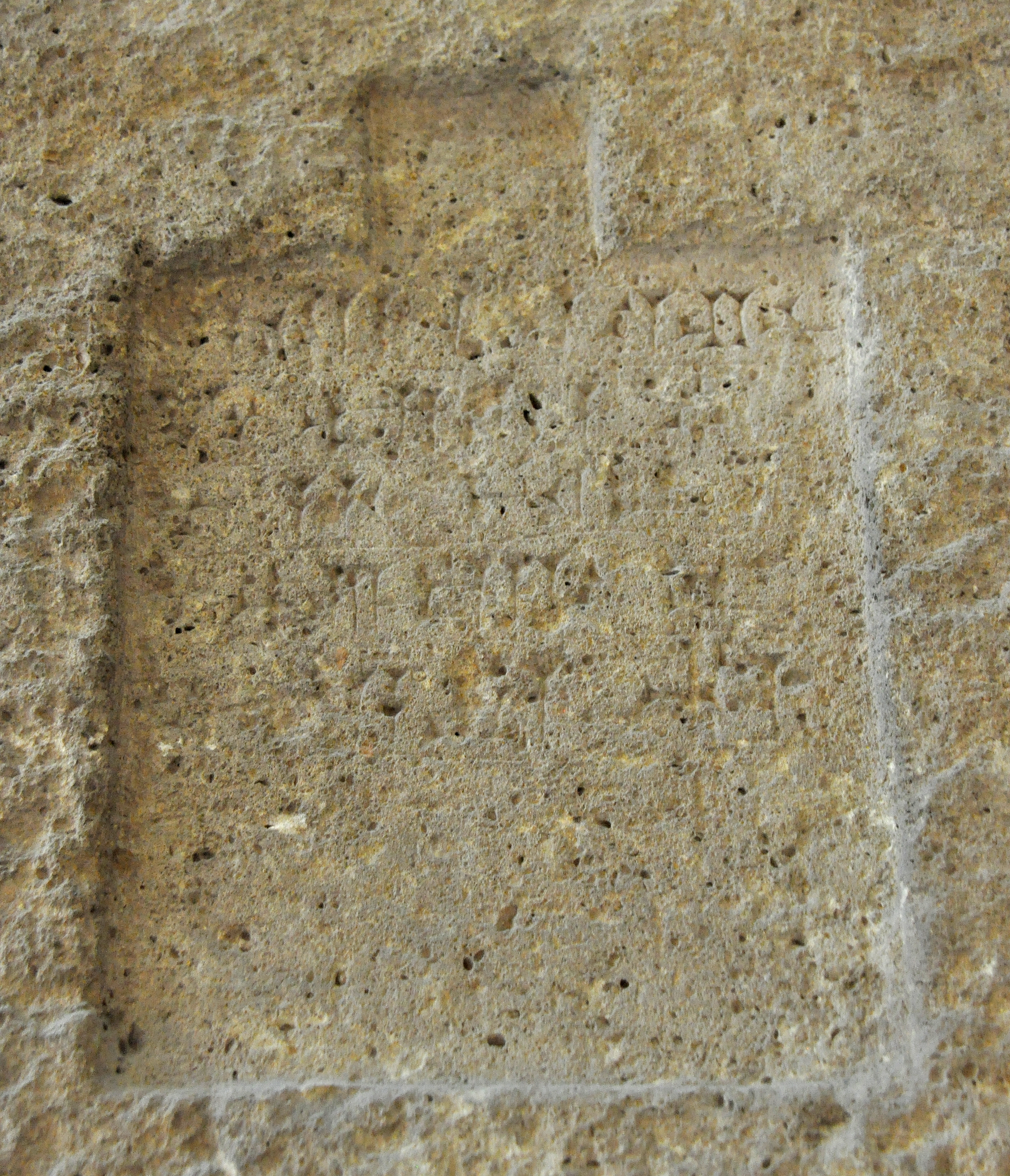
لیمو.

لیموها (به انگلیسی: Limmu) (به زبان خود آسوری‌ها:Limmum) عده‌ای از رجال دولتی آشور بودند که به نوبت یک سال تمام اجرای شغل لیمو را، که مربوط به انجام تشریفات دینی بود، عهده‌دار می‌شدند. هر سال یک لیموی جدید توسط پادشاه تعیین می‌شد. لیمو هر سال برگزار کردن مراسم سال نو را در پایتخت آشور بر عهده داشت. با این که این منصب از طریق قرعه کشی تعیین می‌شد، اما بیشتر محتمل است که افرادی معدود حق انتخاب شدن به عنوان لیمو را داشته بوده باشند، مانند اعضای برجسته‌ترین و مشهورترین خانواده‌ها یا شاید اعضای مجلس شهر و شورای اداره کنندهٔ روستا.
آشوری‌ها از نام لیمو برای نامگذاری آن سال استفاده می‌کردند تا سال مورد نظرشان را در اسناد و مدارک دولتی مشخص نمایند. لیست لیموها در فاصلهٔ سال‌های ۱۷۸۰-۱۸۷۶ ق. م. (یا ۱۷۸۴-۱۸۷۶ ق. م.). و ۶۴۸-۹۱۱ ق. م. به دست آمده است و همین به عنوان یک منبع بسیار ارزشمند، در تاریخ گذاری حوادث آن دوران‌ها به دانشمندان کمک می‌کند. توضیح این که در یکی از فهرست‌های لیموها، اشاره به کسوفی شده‌است که در دورهٔ عملکرد یکی از رجال مزبور به نام بور ساگ گیله(به انگلیسی: Bur-Saggile) - که وی را "بور ساگاله" یا "پور ساگاله" یا "پار ساگاله" هم می‌نامند - وقوع یافته و اصطلاحاً آن را کسوف بور ساگاله یا کسوف آشوری می‌نامند تاریخ وقوع این کسوف را از طریق محاسبات نجومی می‌توان تعیین کرد: ۱۵ ژوئن سال ۷۶۳ ق. م.، از این جا تاریخ حوادث دیگر معلوم می‌شود (برای خواندن توضیحات بیشتر به مدخل بور ساگاله رجوع کنید). لیست پادشاهان آسوری هم بر مبنای لیست‌های لیموها تدوین شده‌است و به همین علت از دقت بالایی برخوردار می‌باشد.
در لیست‌های لیموها تقریباً همیشه هر سال یک حادثهٔ نظامی مهم افزوده شده‌است، مثلاً دربارهٔ سالی که ما اینک آن را ۸۱۹/۸۲۰ق. م. می‌نامیم، آمده: فرو نشاندن یک شورش.
در دورهٔ آشور قدیم، پادشاه هیچ وقت خودش لیمو نمی‌شد، با این حال در دوره‌های آشور میانه و آشور نو (آشور جدید) شاه می‌توانسته خود، این سمت را عهده‌دار شود.